# Resolução 212 do Conselho de Segurança das Nações Unidas
A Resolução 212 do Conselho de Segurança das Nações Unidas aprovada em 20 de setembro de 1965, depois de examinar a aplicação das Ilhas Maldivas para integrar as Nações Unidas, o Conselho recomendou à Assembléia Geral que as Maldivas fossem admitidas.